# 加文·皮爾斯
加文·布魯斯·皮爾斯（1967年12月21日—）是一名澳大利亞政治人物，自2019年聯邦大選起擔任眾議院議員。他是自由黨成員，代表塔斯馬尼亞州布萊登選區。

## 早年生活
皮爾斯出生於塔斯馬尼亞州溫亞德，他的家庭自1850年代以來一直在姐妹溪地區生活和耕作。他在軍隊服役20年，並曾在東帝汶駐紮過一段時間。後來他成為澳洲退伍軍人協會溫亞德分部的主席。在進入政界之前，皮爾斯在拉波尼亞養殖肉牛。他是位於溫亞德的Yolla生產者合作協會的副主席。

## 政治生涯
2018年10月，皮爾斯贏得自由黨在布萊登選區的預選。此前，他曾在2018年的布萊登補選中參加預選，但被前自由黨議員布雷特·惠特利擊敗。
在2019年聯邦大選中，皮爾斯以兩黨優先的計票方式，以五個百分點的優勢擊敗現任工黨議員潔絲汀·基伊。這是連續第三次聯邦選舉中，現任國會議員在布萊登被擊敗。
皮爾斯是自由黨國家右派的成員。

## 個人生活
皮爾斯在軍隊中遇到了他的第一任妻子阿曼達-簡（Amanda-Jane），兩人有一個兒子。2009年，32歲的阿曼達-簡死於淋巴瘤。2019年，他與梅根·麥金蒂（Megan McGinty）結婚，兩人有一個女兒。